# Ukrajna hívójelkörzetei
Ukrajna hívójelkörzetei követik a területek (oblaszty), határvonalait. Különféle jellegű állomások hívójelei a hívójel struktúrájában térnek el.
Ukrajna számára az ITU az U[5,R..Z], E[M..O] hívójelprefixet határozta meg.
Szovjet fennhatóság alatt Ukrajna a RB, RR, RT, UB, hívójelprefixeket használta.
A 2014-ben függetlenné vált Donyecki terület, jelenleg (2024) Donyecki Népköztársaság a D1 hívójelprefixet használja. A térség hovatartozása (2024) jelenleg vitatott, a használt hívójelprefix pedig nem hivatalos.

## Ukrajna hívójelkörzetei[1][2][3][4]
| Prefix  | Prefix     | Prefix  | Prefix | Prefix  | A suffix 1. karaktere                                                                | Terület                                        |
| ------- | ---------- | ------- | ------ | ------- | ------------------------------------------------------------------------------------ | ---------------------------------------------- |
| U[R..T] |            | U[V..Z] | U5     | E[M..O] | A                                                                                    | Szumi terület                                  |
| U[R..T] | B          | U[V..Z] | U5     | E[M..O] | Ternopili terület                                                                    |                                                |
| U[R..T] | C          | U[V..Z] | U5     | E[M..O] | Cserkaszi terület                                                                    |                                                |
| U[R..T] | D          | U[V..Z] | U5     | E[M..O] | Kárpátontúli terület (Kárpátalja)                                                    |                                                |
| U[R..T] | E          | U[V..Z] | U5     | E[M..O] | Dnyipropetrovszki terület                                                            |                                                |
| U[R..T] | F          | U[V..Z] | U5     | E[M..O] | Odesszai terület                                                                     |                                                |
| U[R..T] | G          | U[V..Z] | U5     | E[M..O] | Herszoni terület                                                                     |                                                |
| U[R..T] | H          | U[V..Z] | U5     | E[M..O] | Poltavai terület                                                                     |                                                |
| U[R..T] | I          | U[V..Z] | U5     | E[M..O] | Donecki terület (A függetlenné vált Donyeck jelenleg (2024) a D1 prefixet használja) |                                                |
|         | UU[1..8,0] |         |        |         | *                                                                                    | Krími Autonóm Köztársaság                      |
|         |            |         |        | E[M..O] | J                                                                                    | Krími Autonóm Köztársaság                      |
|         | UU9        |         |        |         | *                                                                                    | Szevasztopol, city of republican subordination |
| UT5     |            |         |        | E[M..O] | J                                                                                    | Szevasztopol, city of republican subordination |
| U[R..T] | U[V..Z]    | U[V..Z] | K      | E[M..O] | Rivnei terület                                                                       |                                                |
| U[R..T] | U[V..Z]    | U[V..Z] | L      | E[M..O] | Harkivi terület                                                                      |                                                |
| U[R..T] | U[V..Z]    | U[V..Z] | M      | E[M..O] | Luhanszki terület                                                                    |                                                |
| U[R..T] | U[V..Z]    | U[V..Z] | N      | E[M..O] | Vinnicjai terület                                                                    |                                                |
| U[R..T] | U[V..Z]    | U[V..Z] | O      | E[M..O] | fenntartott                                                                          |                                                |
| U[R..T] | U[V..Z]    | U[V..Z] | P      | E[M..O] | Volinyi terület                                                                      |                                                |
| U[R..T] | U[V..Z]    | U[V..Z] | Q      | E[M..O] | Zaporizzsjai terület                                                                 |                                                |
| U[R..T] | U[V..Z]    | U[V..Z] | R      | E[M..O] | Csernyihivi terület                                                                  |                                                |
| U[R..T] | U[V..Z]    | U[V..Z] | S      | E[M..O] | Ivano-frankivszki terület                                                            |                                                |
| U[R..T] | U[V..Z]    | U[V..Z] | T      | E[M..O] | Hmelnickiji terület                                                                  |                                                |
| U[R..T] | U[V..Z]    | U[V..Z] | U      | E[M..O] | Kijevi terület                                                                       |                                                |
| U[R..T] | U[V..Z]    | U[V..Z] | U      | E[M..O] | Kijev                                                                                |                                                |
| U[R..T] | U[V..Z]    | U[V..Z] | V      | E[M..O] | Kirovohradi terület                                                                  |                                                |
| U[R..T] | U[V..Z]    | U[V..Z] | W      | E[M..O] | Lvivi terület                                                                        |                                                |
| U[R..T] | U[V..Z]    | U[V..Z] | X      | E[M..O] | Zsitomiri terület                                                                    |                                                |
| U[R..T] | U[V..Z]    | U[V..Z] | Y      | E[M..O] | Csernyivci terület                                                                   |                                                |
| U[R..T] | U[V..Z]    | U[V..Z] | Z      | E[M..O] | Mikolajivi terület                                                                   |                                                |
|         |            |         |        | EM1     |                                                                                      | Antarktiszi állomások                          |

## Hívójelek képzése az állomás jellege alapján[5]
| Jelleg                                                          | Formátum                        |
| --------------------------------------------------------------- | ------------------------------- |
| Versenyállomások hívójeleinek felépítése                        | U[R..Z][0..9][A..Z]             |
| Felső kategóriás rádióamatőr hívójelek felépítése               | U[R..Z][0..9][A..Z][A..Z]       |
| Rádióamatőrök és klubállomások hívójeleinek felépítése          | U[R..Z][0..9][A..Z][A..Z][A..Z] |
| Átjátszóállomások hívójeleinek felépítése (V:VHF, U:UHF, S:SHF) | UR0A[S,U,V][A..Z]               |
| Speciális hívójelek felépítése                                  | E[M..O][0..9999][A..ZZZZ]       |

## Lajstromjel
Vízi és légi járművek lajstromjelezéséhez az UR prefixet használják.